# Pavlak-Gletscher
Der Pavlak-Gletscher ist Gletscher in der antarktischen Ross Dependency. In der Queen Elizabeth Range fließt er in östlicher Richtung zum Lowery-Gletscher, den er unmittelbar südlich des Mount Predoehl erreicht.
Der United States Geological Survey kartierte ihn anhand eigener Vermessungen und Luftaufnahmen der United States Navy aus den Jahren von 1960 bis 1962. Das Advisory Committee on Antarctic Names benannte ihn 1966 nach Thomas L. Pavlak, Glaziologe im United States Antarctic Research Program auf der Amundsen-Scott-Südpolstation von 1962 bis 1963.